# Olof Nyblæus
Olof Nyblæus, född 5 januari 1782 i Uppland, död 2 januari 1840 i Stockholm, var ett svenskt kammarråd, kanslist och akvarellist.
Han var son till bruksinspektoren Eric Nyblæus och Helena Christina Henschen samt från 1818 gift med Ulrica Lovisa Frestadius och far till Agnes Nyblæus samt bror till Gustaf Nyblæus. Till hans kända verk räknas en akvarell över Vellnora masugn i Uppland. Han utgav 1840 en Förteckning öfver Stockholmstraktens coleoptrer.